# Nettoyeur haute-pression

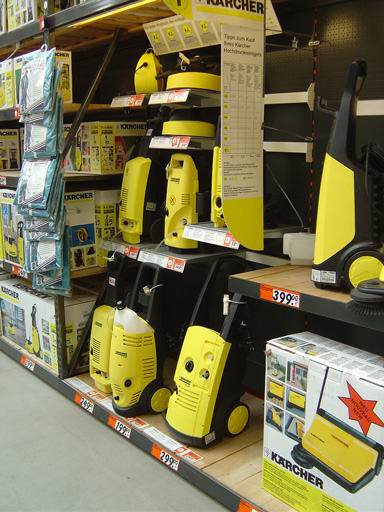
Des appareils haute pression de la marque Kärcher

Un nettoyeur haute-pression (ou Kärcher par antonomase) est un appareil de nettoyage propulsant de l'eau à haute pression.

## Histoire
Le nettoyeur haute-pression n'a pas été inventé par Alfred Kärcher (qui avait connu les steam cleaners de l'armée américaine lors de l'occupation de l'Allemagne) ; il les a simplement améliorés en ajoutant de l'eau chaude pour un meilleur résultat de nettoyage.
Depuis la fin du XXe siècle, l'utilisation de nettoyeurs à haute pression est devenue très courante dans de nombreux environnements de travail (ex : élevages et exploitations agricoles susceptibles de comprendre des pathogènes zoonotiques (c'est-à-dire capables d'infecter à la fois des animaux et l'Homme), les stations d'épuration, certaines usines chimiques, les abattoirs, les marchés, les lieux de carénage de bateaux (y compris de bateaux de plaisance), le nettoyage de graffitis urbains (généralement avec l’aide de solvants toxiques),,, ou de poubelles (dont des poubelles de copropriété, d’usines, de  restaurants de collectivité, de maison de retraite, etc.).

## Fonctionnement
L'appareil met de l’eau sous pression (entre 80 et 500 bars selon les appareils) afin de la projeter à haute vitesse. Qu'elle soit chaude ou froide, cette eau est projetée à travers une lance pour plus d'efficacité. L'impact des molécules d'eau permet de désincruster la « saleté », la peinture, l'enduit, le biofilm, etc. de surfaces dures (sols, murs, véhicules...).

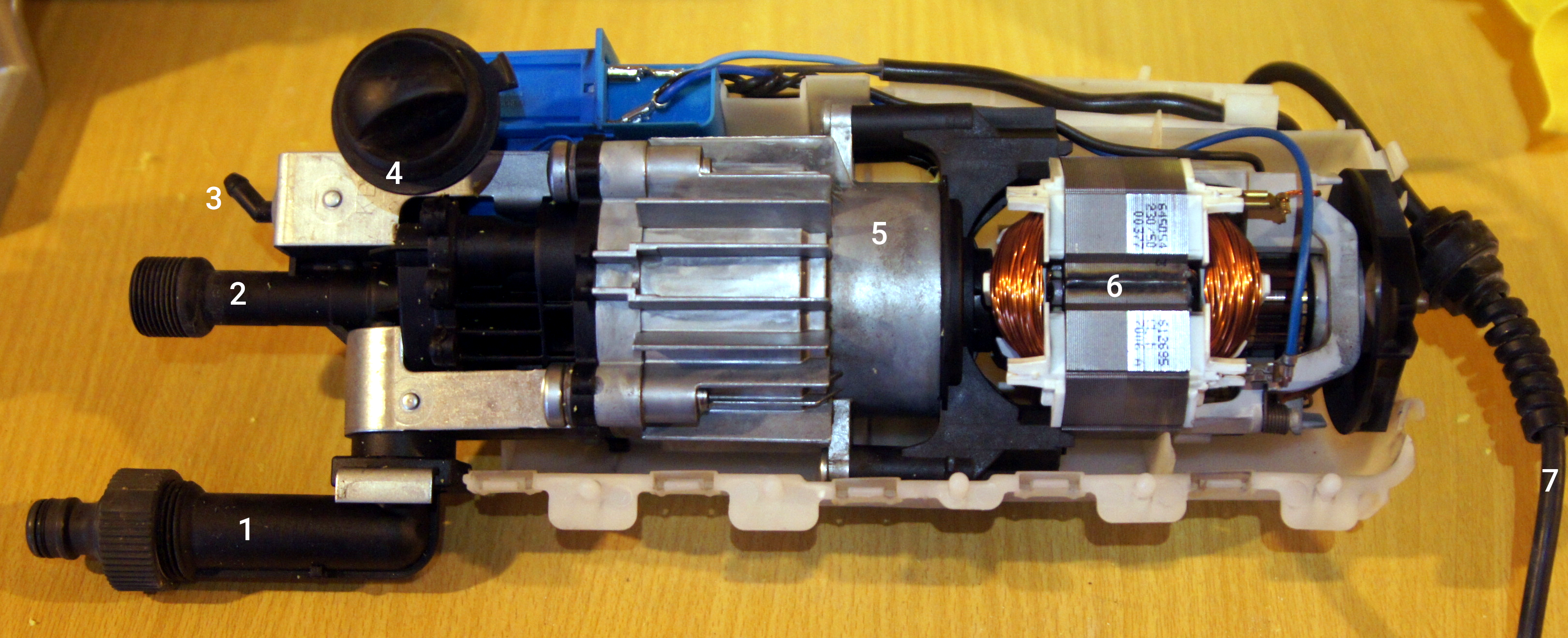
Démontage d'un nettoyeur haute-pression. (1) Entrée d'eau, (2) Sortie d'eau, (3) Entrée additif, (4) Interrupteur et pressostat, (5) Pompe à pistons, (6) Moteur universel ventilé, (7) Cordon d'alimentation

Les nettoyeurs haute pression sont équipés d'un moteur électrique. La mise sous pression s'effectue grâce à un système de pompe à pistons avec soupapes d'admission et de refoulement : elles sont généralement en laiton pour éviter tout risque de dysfonctionnement à cause de l'oxydation. Une soupape assure la sécurité de la pompe en cas d'obstruction du circuit. Selon les capacités de l'appareil, cette pression sera plus ou moins grande, puis relâchée dans la lance. Il suffit ensuite à l'utilisateur d'appuyer sur la gâchette pour libérer l'eau sous pression. Lorsque la poignée de commande de la lance est relâchée, un système permet l'arrêt de la machine. L'approvisionnement en liquide doit être supérieur ou égal au débit de la machine, sinon la pompe peut souffrir d'un effet de cavitation et se dégrader. En effet, la pompe ne sert qu'à expulser le liquide, et non pas à augmenter le débit de la source par aspiration. Associé à une production d'eau chaude et à un détergent, le nettoyeur haute-pression accroît ses capacités, surtout pour dissoudre les hydrocarbures et les huiles ou graisses organiques.
Pour décaper un substrat, un sablage est possible. Pour cela, les nettoyeurs haute pression possèdent bien souvent d'un réservoir spécifique pour détergent ou sablage, sans dommage pour la pompe. Ces éléments sont ensuite aspirés naturellement par l'effet Venturi.

## Risques pour la santé
L'utilisation des Karchers s'est considérablement démocratisée. Dans l'industrie et les services, comme  Dans ces cas, le Karcher est très souvent utilisé sans Masque de protection, et parfois sans aucune tenue de protection, alors qu'il est une source incontestable et incontestée de mise ou remise en suspension dans l’air de particules, microparticules et nanoparticules d'origines physicochimiques, minérales, métalliques, organométalliques et /ou biocontaminantes (endotoxines, bioaérosols). 

Remarque : dans les environnements agricoles, urbains et industriels, le Karcher s’ajoute à d’autres sources, plus chroniques et « sèches » de bioaérosols inhalables.  
Il existe un consensus sur le fait qu'un karcher est une source fréquente de production de bioaérosols bactériens, tout particulièrement en cas de nettoyage d'excréments et dans les zones de traitement de déchets organiques, d'égouts, ou en présence de fomites et de substrats couverts d’un biofilm bactérien, etc.). Mais peu d’études ont porté sur les effets sanitaires aigus ou chroniques de l’inhalation de ces aérosols par l’utilisateur (ou d’autres personnes, ou sur les produits alimentaires exposés). 

Et le cas des bactéries a été plus étudié que celui des virus ainsi remis en suspension dans l’air. D’autres biocontaminants sont les prions pathogènes que le Karcher pourrait aussi contribuer à diffuser dans les aérosols . Quand il est utilisé avec des détergents, désinfectants, biocides ou enzymes, le personnel est exposé à en inhaler. Selon la revue d’étude publiée par Madsen & Matthiesen (2013), les effets sur la santé des habitants qui les utilisent chez eux ne semblent pas avoir été étudiés ni évalués  ; en outre, la variété des matériaux à nettoyer, des conditions d’aération et thermo-hygrométriques, et des degrés et types de « saleté » traitées, influencent fortement le taux de polluants et de bioaérosols mis en suspension dans l’air, et donc le niveau d’exposition ; ceci rend les comparaison inter-études difficiles. Madsen & Matthiesen n’ont pas non plus trouvé d’études comparant le degré d'exposition aux aérosols selon le type de nettoyeurs haute-pression, ce qui, selon eux, rend difficile l’élaboration de recommandations sanitaires.
Durant la pandémie de COVID-19, et notamment lors de la première semaine de déconfinement, il a été constaté (dans plusieurs pays dont en France) que les abattoirs ont fait partie des premiers clusters, et parmi les plus importants, de COVID-19. Parmi les hypothèses avancées pour expliquer ce fait alors que le personnel de ces installations est habitué aux pratiques HACCP et au port de bottes, gants, blouses, etc. (mais pas de masque), il a été suggéré que l'utilisation fréquente de nettoyage à haute pression aurait pu favoriser la contagion interhumaine par aérosols.

### Importance de la qualité de l’eau utilisée
Il est recommandé d'utiliser une eau propre pour ne pas endommager l’appareil. Mais si elle n’est pas aussi bactériologiquement et virologiquement propre, cette eau peut aussi être source de risque sanitaire pour des utilisateurs ou personnes exposées aux aérosols. Une eau contaminée produira immédiatement des aérosols contaminés, inhalables et/ou susceptibles de contaminer les substrats nettoyés ou touchés par les retombées.

Ainsi : 
- un foyer de maladie du légionnaire a été associée au nettoyage sous haute-pression de bateaux à partir d’eaux pluviales collectées sur un toit et contaminée par la bactérie Legionella pneumophila[16].
- Des taux élevés de cette bactérie (productrice d’endotoxines) ont été mesurées dans un réservoir d'eau utilisé pour alimenter des Karchers dans une sucrerie, après que 14 personnes y ont développé une fièvre de Pontiac (forme de maladie du légionnaire sans atteinte pulmonaire ; non contagieuse et semblant exclusivement transmise par inhalation d'aérosols contaminés[17])[18]. L'eau utilisée contenait 20 400 EU/ml mais l'exposition des travailleurs à l'endotoxine sécrétée par la bactérie n’a pas été évaluée [18] (l'EU est une unité quantitative : EU signifie « endotoxin units per milliliter » (EU/mL) ; 1 EU = environ 0.1 à 0.2 ng d'endotoxine/mL de solution) ;
- Cette même « fièvre de Pontiac » a également été observée  dans une station d'épuration où un nettoyage haute-pression  avait été fait, mais on ignore s’il y avait là une relation de cause à effet[19].
- Un nettoyage au Karcher alimenté par de l’eau d’effluent de station d'épuration a provoqué une exposition significativement plus élevée aux endotoxines qu’avec de l'eau du robinet[2], mais il faut savoir que la chloration (javellisation) d’eaux de surface y tue les bactéries, mais sans significativement détruire certaines endotoxines (à titre d’exemple, on a mesuré de telles endotoxines dans l’aérosol émis par un humidificateur sur un lieu de travail à hauteur de 1 600 UE/ml, causant dans ce cas un niveau d’exposition de 1 300 à 3 900 UE/m3 dans la pièce[20].
- Des études ont décrit dans des eaux dites « potabilisées » des taux d'endotoxines allant de 6,2 à 5000 UE/ml d'eau [21] à 3,2 à 32000 UE/ml d'eau[22] et 0,2 à 11,9 UE/ml d'eau[23]. 
Selon Madsen (2013), les taux d'endotoxines mesurés dans certaines eaux d’effluents de station d’épuration (et même dans des eaux dites « potables »), peuvent conduire à des inhalation significatives d'endotoxines quand cette eau est utilisée pour le nettoyage à haute pression[2]. La découverte de la présence d'endotoxines à des niveaux préoccupants dans certaines eaux potables a été faite lors de l'utilisation de cette eau dans des unités d'hémodialyse[23] (ces endotoxines peuvent être traitées par des traitements oxydants[24] ou UV[25]. En 2003, Anderson & al considéraient que « le risque d'inhaler des quantités suffisantes de gouttelettes d'eau aérosolisées contenant assez d'endotoxines pour nuire à la santé humaine n'a pas encore été quantifié de manière adéquate »[26], mais de nombreux indices laissent penser que des enjeux sanitaires existent.

### Études expérimentales.
- L’aérosolisation de particules de différentes tailles a été mesurée dans le cas d’un nettoyage d’une porte de voiture, dans un premier cas avec une buse pulvérisant de l’eau sous haute pression (7,3 litres d’eau/min), et dans un second cas avec une buse de pulvérisateur manuel (11,8 à 15,4 litres d'eau/min). Dans le premier cas un brouillard de micro et nano gouttelettes s’est formé, et a perduré, encore visible, plusieurs minutes après arrêt du pulvérisateur, et une grande variabilité des émissions d'aérosols a été observée. Le premier appareil était plus économe en eau mais  générait plus de particules de diamètre de moins de 2 μm, entraînant potentiellement une exposition plus élevée à ces petites particules[27].
- Dans une installation simulant un nettoyage à eau sous haute pression de surfaces telles qu'on en trouve dans l'industrie alimentaire, on a démontré que le nettoyage sous haute pression peut aérosoliser et propager une bactérie qui était présente sous forme d'un biofilm (cas très fréquent dans l'industrie agroalimentaire) ; la bactérie utilisée pour l'expérience était Pseudomonas putida (cousine de bactéries pathogènes pour l’Homme et l’animal, ou des végétaux, avec par exemple Pseudomonas syringae qui infecte diverses espèces cultivées de plantes et d'arbres) ; Immédiatement après l’utilisation du Karcher, les chercheurs ont retrouvé un grand nombre de ces bactéries, à l'extérieur de sa buse. De là, ces bactéries se sont ensuite propagées dans l'axe d'admission d'eau, à une vitesse moyenne de 4,3 cm/jour[28].

### Utilité du port d’un masque
Des études faites sur des volontaires ont montré que  dans une étable nettoyée sous haute pression, les voies respiratoires supérieures des personnes exposées présentent une réponse inflammatoire aiguë, alors qu’en utilisant un demi-masque (type FFP2 ou FFP3), les symptômes d’inflammation diminuent.  De même lors du nettoyage (avec dissolvants) de graffitis selon les travailleurs pratiquant cette activité ; l’irritation des voies respiratoires supérieures est atténuée par le port de ce type de masque, mais un masque à cartouche filtrante appropriée sera toujours préférable.

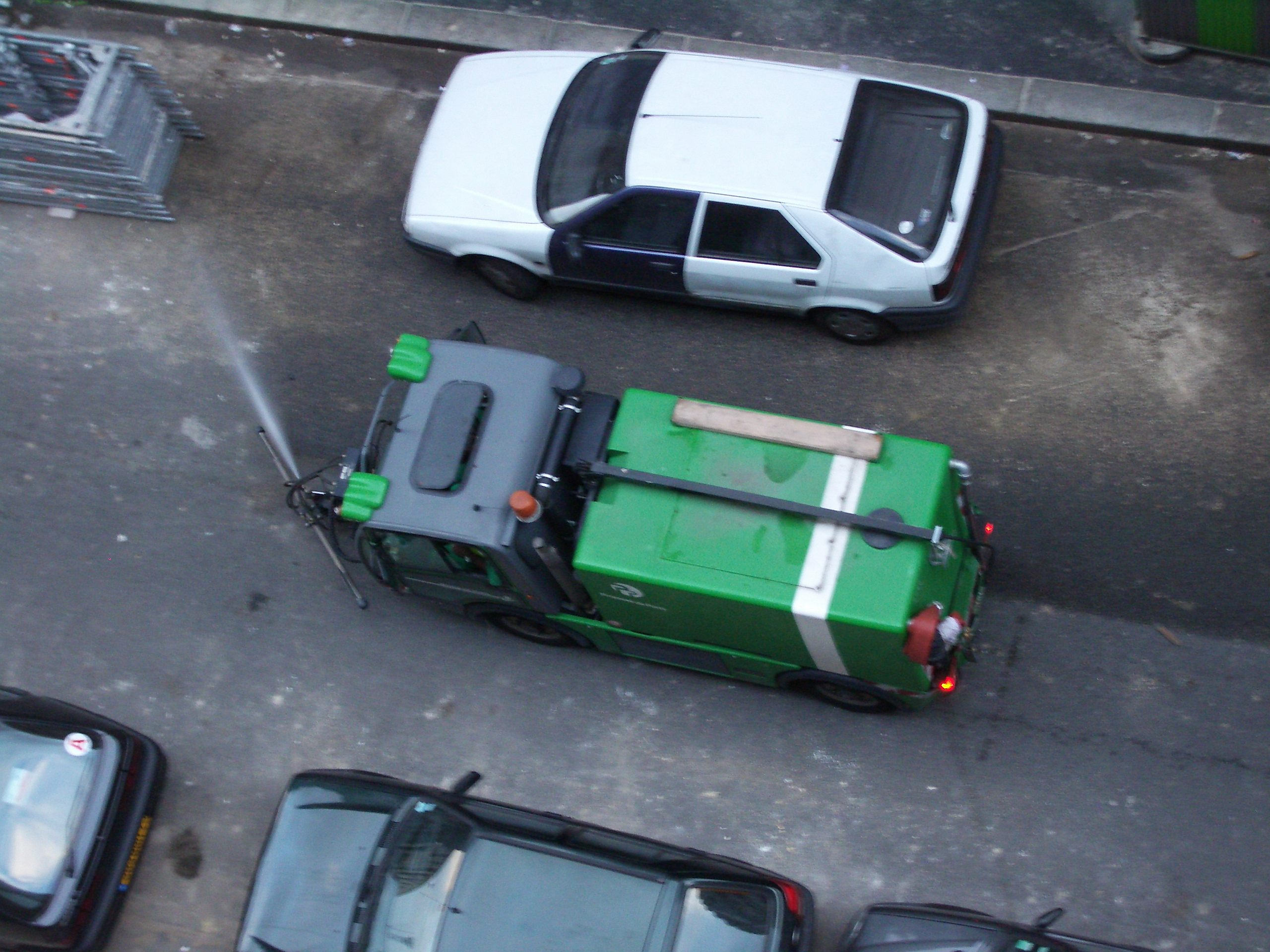
Un appareil haute pression pour le nettoyage d'une rue à Paris.
Nettoyeur haute-pression pour lavage d'une coque de bateau.
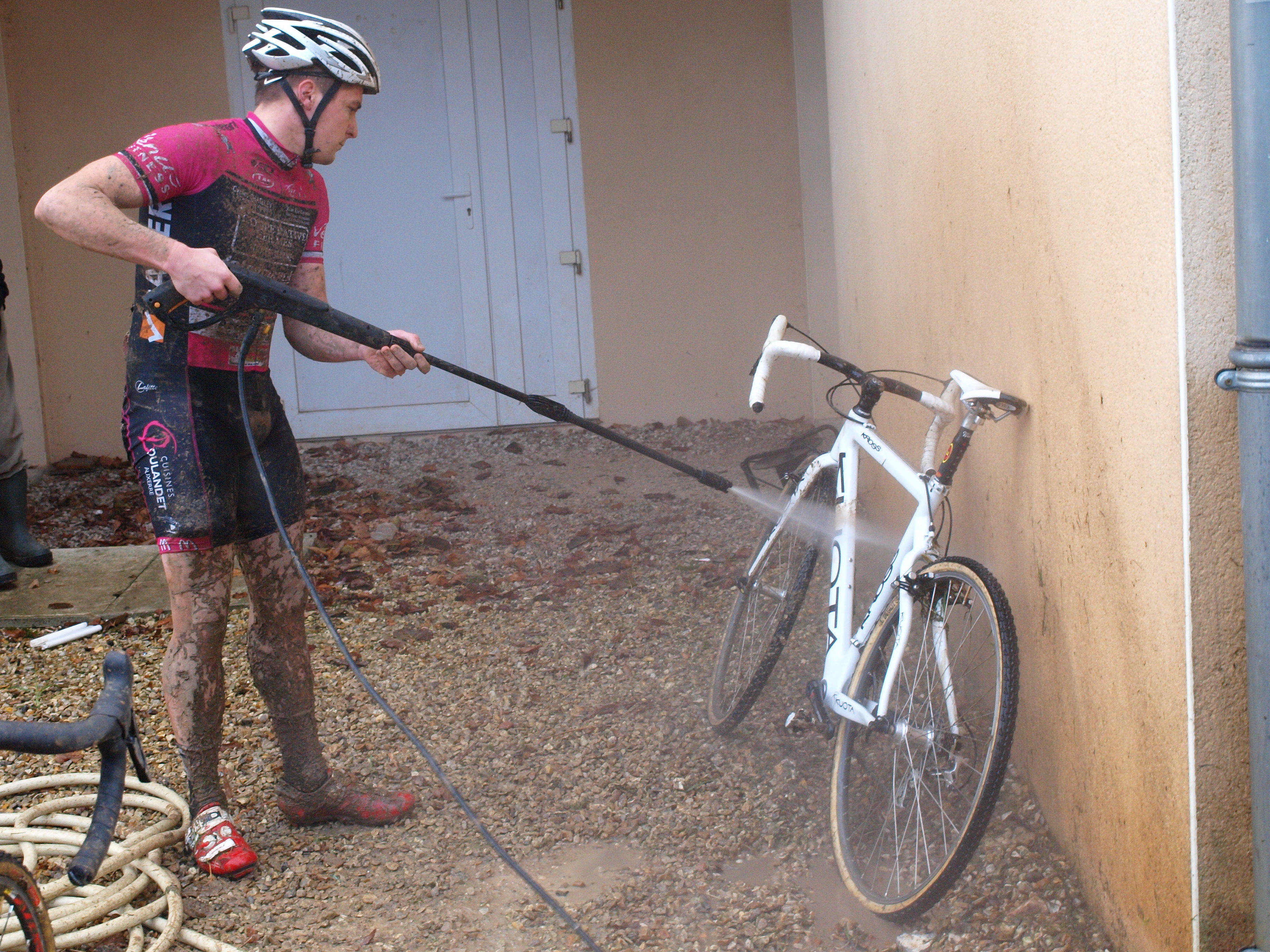
Nettoyage haute pression d'un vélo de cyclocross.